# Nicandro (incisore di monete)
Nicandro (in greco antico: Νικάνδρος?; fl. IV secolo a.C.) è stato un medaglista greco antico.
Incisore di conii, la sua firma appare su monete di Thurium, databili nella prima metà del IV secolo a.C.; le monete recano la legenda νικανδρο.
La prima citazione di Nikandros come incisore è in un articolo di Julius Friedländer apparso nel 1847 sulla rivista Archäologische Zeitung.
Le monete esposte da Friedländer recano al dritto la testa di Atena volta a destra, che indossa l'elmo attico. L'elmo è decorato dalla figura di Scilla, che tiene con la mano sinistra un remo che poggia sulla spalla sinistra.
Al rovescio è raffigurato un toro che carica volto a destra. In altro c'è l'etnico θουριων ([moneta] dei Turini). Il toro poggia su una base: sopra la base c'è una cavalletta e sotto un pesce. All'interno della base c'è la firma dell'incisore, νικανδρο. 
Nel catalogo del Fitzwilliam Museum, pubblicato nel 1923 a cura di S. W. Grose, è presente una moneta dal valore di un sesto di dracma che presenta al rovescio e lettere νι. La moneta pesa 14,4 grani (0,95 g); al dritto ha la testa di Atena con elmo attico ornato da ramo di oliva e al rovescio il toro cozzante: sopra al toro c'è l'etnico (θουριων) e tra l'etnico e la schiena del toro sono presenti le lettere νι.
Monete simili recano la firma di Molossos, un altro medaglista. Il periodo di attività di Nikandros, la prima metà del IV secolo, è da collocare dopo Historos e prima di Molossos. 
Esiste anche un omonimo incisore di gemme, vissuto nel secolo successivo, ma i due non sono collegati.